# Stokes' lov
Stokes' Lov er et udtryk for den gnidningsmodstand, et kugleformet legeme bliver påvirket af, når det bevæger sig gennem en væske med konstant hastighed. Stokes' lov anvendes ofte på en kugles fald gennem en væske under påvirkning af tyngdekraften. 
Udtrykket for Stokes' lov er således: 
{\displaystyle F_{d}=6\pi \,\mu \,R\,v\,}
Fd er gnidningskraften - også kendt som Stokes' træk - der udtrykker sig som kontaktfladen mellem væsken og partiklen (målt i N), µ er væskens dynamiske viskositet målt i Pa·s, R er det sfæriske objekts radius målt i m, og v er partiklens hastighed målt i {\displaystyle {\frac {m}{s}}}. Den dynamiske viskositet anvendes om væskers indre friktion. 
For at man kan bruge Stokes' lov om en partikels vej gennem en væske, er der nogle forudsætninger, som skal opfyldes først: 
- Strømning i væsken - ingen hvirvler eller anden forstyrrelse i væsken.
- Sfæriske partikler.
- Homogent materiale.
- Glatte overflader.
- Partiklerne må ikke forstyrre hinanden.

Stokes' lov er opkaldt efter George Gabriel Stokes, som i 1851 udledte udtrykket for gnidningsmodstanden gennem en væske.